# Sjirak (ort i Armenien)
Sjirak (armeniska: Շիրակ) är en ort i Armenien. Före 2 mars 1940 hette orten Ghonachghran. Den ligger i provinsen Sjirak, i den nordvästra delen av landet, 90 kilometer nordväst om huvudstaden Jerevan. Sjirak ligger 1 634 meter över havet och antalet invånare är 1 007.
Terrängen runt Sjirak är kuperad åt nordost, men åt sydväst är den platt. Runt Sjirak är det ganska tätbefolkat, med 129 invånare per kvadratkilometer.. Närmaste större samhälle är Gjumri, 7,8 kilometer sydväst om Shirak.
Trakten runt Sjirak består till största delen av jordbruksmark.